# Katkar
Katkar là một thị trấn thống kê (census town) của quận Thane thuộc bang Maharashtra, Ấn Độ.

## Nhân khẩu
Theo điều tra dân số năm 2001 của Ấn Độ, Katkar có dân số 6108 người. Phái nam chiếm 56% tổng số dân và phái nữ chiếm 44%. Katkar có tỷ lệ 70% biết đọc biết viết, cao hơn tỷ lệ trung bình toàn quốc là 59,5%: tỷ lệ cho phái nam là 78%, và tỷ lệ cho phái nữ là 60%. Tại Katkar, 23% dân số nhỏ hơn 6 tuổi.